# THE BEST〜DEEP BLUE SPIRITS〜
『THE BEST ～DEEP BLUE SPIRITS～』（ザ・ベスト ～ディープ・ブルー・スピリッツ～）は、「海上自衛隊東京音楽隊（指揮：河邊一彦、手塚裕之 ）三宅由佳莉」のCDアルバム。2016年6月1日にユニバーサルミュージック合同会社から発売された。

## 概要
2013年8月に発売のアルバム 『祈り～未来への歌声』以降、ヴォーカル（ソプラノ）三宅由佳莉のフィーチャリング・アルバムから、海上自衛官の 5つのスピリッツ〈決断〉〈信念〉〈挑戦〉〈団結〉〈情熱〉をテーマに選曲したベスト盤（SHM-CD仕様）で、いわゆるコンピレーション・アルバムだが、ボーナス・トラックにはライヴ音源、太田紗和子（2等海曹）のピアノ・ソロなど、これまで未発表の音源と、『行進曲《軍艦》』が収録され、“海上自衛隊東京音楽隊、三宅由佳莉”の名義でリリースされた。

## 収録曲
1. 祈り~ a prayer
2. Let It Go ~ありのままで~ (映画 『アナと雪の女王』より)
3. キューティーハニー (TVアニメーション『キューティーハニー』主題歌)
4. 薔薇は美しく散る (TVアニメーション『ベルサイユのばら』主題歌)
5. ミュージカル《オペラ座の怪人》~ Think Of Me
6. 花は咲く (「明日へ」NHK東日本大震災復興支援ソング)[5]
7. 旅立ちの日に
8. 夢やぶれて (ミュージカル《レ・ミゼラブル》より)
9. ユー・レイズ・ミー・アップ
10. 希望
11. Stand Alone (NHKスペシャルドラマ『坂の上の雲』メインテーマ)
12. 木綿のハンカチーフ
13. トゥモロー（英語版） (ミュージカル《アニー》より)
14. 祈り ~ a prayer (piano version)[5]

- ボーナス・トラック

　15.荒城の月
　16.ソルヴェイグの歌 (劇音楽《ペール・ギュント》より)
　17.月の光 (《ベルガマスク組曲》より)
　18. 行進曲《軍艦》

### 公式サイト
- 海上自衛隊東京音楽隊> ディスコグラフィー
- UNIVERSAL MUSIC JAPAN> 海上自衛隊東京音楽隊 三宅 由佳莉

### 関連映像
- 海上自衛隊東京音楽隊、三宅由佳莉 - THE BEST ～DEEP BLUE SPIRITS～